# Raión de Verjnebakanski
El raión de Verjnebakanski (del ruso: Верхнебаканский район) fue una división administrativa del krai de Krasnodar de la República Socialista Federativa Soviética de Rusia en la Unión de Repúblicas Socialistas Soviéticas que existió entre 1939 y 1953. Su centro administrativo era Verjnebakanski.

## Historia
Fue establecido el 21 de junio de 1939 como parte del krai de Krasnodar. Pertenecían al raión los selsovets Verjnebakanski, Gaidukski, Glébovski, Mysjakski, Rayevski y Tsemdolinski, los pueblos subordinados a la ciudad de Novorosíisk y el selsovet Natujáyevski
El 22 de agosto de 1953 el raión fue disuelto, pasando los selsovets Verjnebakanski y Gaidukski a estar subordinados a la ciudad de Novorosíisk y el resto al raión de Anapa.